# Festival Internacional de Cine de Venecia de 1981
La 38.ª Mostra de Venecia se celebró del 2 al 12 de septiembre de 1981.

## Jurado
Estos fueron los jueces de esta edición de 1981:
- Italo Calvino (Presidente)
- Marie-Christine Barrault
- Peter Bogdanovich
- Luigi Comencini
- Manoel de Oliveira
- Jesús Fernández Santos
- Mohammed Lakhdar-Hamina
- Sergei Solovyov
- Krzysztof Zanussi

## Películas

### Selección oficial

#### En Competición
Las películas siguientes compitieron para el León de Oro:
| Título en español                               | Título original                           | Director(es)                    | País            |
| ----------------------------------------------- | ----------------------------------------- | ------------------------------- | --------------- |
| Allika                                          | Beyroutou el lika                         | Borhane Alaouié                 | Líbano          |
| Tijeretazos                                     | Postrizinj                                | Jiří Menzel                     | Chechoslovaquia |
| ¿Te acuerdas de Dolly Bell?                     | Sjećaš li se Doli Bel?                    | Emir Kusturica                  | Yugoslavia      |
| La caída de Italia                              | Pad Italije                               | Lordan Zafranović               | Yugoslavia      |
| La caduta degli angeli ribelli                  | La caduta degli angeli ribelli            | Marco Tullio Giordana           | Italia          |
| Bosco d'amore                                   | Bosco d'amore                             | Alberto Bevilacqua              | Italia          |
| Les Jeux de la Comtesse Dolingen de Gratz       | Les Jeux de la Comtesse Dolingen de Gratz | Catherine Binet                 | Francia         |
| Chaalchitra                                     | Chaalchitra                               | Mrinal Sen                      | India           |
| Kargus                                          | Kargus                                    | Juan Minon y Miguel A. Trujillo | España          |
| Las hermanas alemanas                           | Die bleierne Zeit                         | Margarethe von Trotta           | RFA             |
| Las oportunidades de Rosa                       | Le occasioni di Rosa                      | Salvatore Piscicelli            | Italia          |
| El príncipe de la ciudad                        | Prince of the City                        | Sidney Lumet                    | EE.UU.          |
| Silvestre                                       | Silvestre                                 | João César Monteiro             | Portugal        |
| Sueños dorados                                  | Sogni d'oro                               | Nanni Moretti                   | Italia          |
| Piso pisello                                    | Piso pisello                              | Peter Del Monte                 | Italia          |
| Los que no usan corbata (Ellos no usan smoking) | Eles não usam black tie                   | Leon Hirszman                   | Brasil          |
| Confesiones verdaderas                          | True Confessions                          | Ulu Grosbard                    | EE.UU.          |
| The Tyrant's Heart                              | A Zsarnok Szive                           | Miklós Jancsó                   | Hungría         |
| The Witch Hunt                                  | Forfølgelsen                              | Anja Breien                     | Noruega         |
| Zvezdopad                                       | Zvezdopad                                 | Igor Talankin                   | URSS            |

### Fuera de concurso
Las películas siguientes fueron seleccionadas para ser exhibidas como fuera de concurso:
| Título en español | Título original            | Director(es)      | País      |
| ----------------- | -------------------------- | ----------------- | --------- |
| Maeve             | Maeve                      | Pat Murphy        | Australia |
| Renacer           | Renacer                    | Bigas Luna        | España    |
| De un país lejano | From a Far Country         | Krzysztof Zanussi | Polonia   |
| Ordinaria locura  | Storie di ordinaria follia | Marco Ferreri     | Italia    |
| Yuan Ye           | Yuan Ye                    | Zi Ling           | China     |

### Mezzogiorno-Mezzanotte
Una sección volcada en superproducciones, remakes o excentricidades.
| Título en español                 | Título original                           | Director(es)                          | Año  |
| --------------------------------- | ----------------------------------------- | ------------------------------------- | ---- |
| Ambara dama                       | Ambara dama                               | Jean Rouch, Germaine Dieterlen        | 1981 |
| A Velha a Fiar                    | A Velha a Fiar                            | Humberto Mauro                        | 1960 |
| El halcón                         | Banovic Strahinja                         | Vatroslav Mimica                      | 1981 |
| Impacto                           | Blow Out                                  | Brian De Palma                        | 1981 |
| Yo, Cristina F.                   | Christiane F - Wir Kinder vom Bahnhof Zoo | Uli Edel                              | 1981 |
| El camino de Cutter               | Cutter's Way                              | Ivan Passer                           | 1979 |
| Don't cry                         | Don't cry                                 | Paolo Brunatto, Costanzo Allione      | 1981 |
| Francisca                         | Francisca                                 | Manoel de Oliveira                    | 1980 |
| La guerre d'un seul homme         | La guerre d'un seul homme                 | Edgardo Cozarinsky                    | 1982 |
| Que el cielo la juzgue            | Leave Her to Heaven                       | John M. Stahl                         | 1945 |
| Manos peligrosas                  | Pickup on South Street                    | Samuel Fuller                         | 1953 |
| The Hut                           | Pimak                                     | Lee Doo-yong                          | 1981 |
| En busca del arca perdida         | Raiders of the Lost Ark                   | Steven Spielberg                      | 1981 |
| Rencontre des nuages et du dragon | Rencontre des nuages et du dragon         | Lâm Lê                                | 1981 |
| San Clemente                      | San Clemente                              | Raymond Depardon, Sophie Ristelhueber | 1981 |
| El cuento de los cuentos          | Skazka skazok                             | Yuriy Norshteyn                       | 1979 |
| S.O.B. Sois honrados bandidos     | S.O.B.                                    | Blake Edwards                         | 1981 |
| Erizo en la niebla (corto)        | Yozhik v tumane                           | Yuriy Norshteyn                       | 1975 |

### Officina Veneziana
| Título en español                              | Título original                                | Director(es)                         | País    |
| ---------------------------------------------- | ---------------------------------------------- | ------------------------------------ | ------- |
| El factor subjetivo                            | Der subjektive Faktor                          | Helke Sander                         | RFA     |
| Fermata Etna                                   | Fermata Etna                                   | Klaus-Michael Grüber                 | RFA     |
| Hadisat an-nusf meter                          | Hadisat an-nusf meter                          | Samir Zikra                          | Francia |
| Le cantique des créature: Pablo Picasso pintor | Le cantique des créature: Pablo Picasso pintor | Frédéric Rossif                      | Francia |
| La ferdinanda: Sonate für eine Medici-Villa    | La ferdinanda: Sonate für eine Medici-Villa    | Rebecca Horn                         | Francia |
| Du Zaïre au Congo                              | Du Zaïre au Congo                              | Hubert Galle, Christian Mesnil       | Bélgica |
| Le corderie dell'immaginario                   | Le corderie dell'immaginario                   | Reniero Compostella, Ettore Pasculli | Italia  |
| Que se haga la luz                             | Let There Be Light                             | John Huston                          | EE.UU.  |
| Matlosa                                        | Matlosa                                        | Villi Hermann                        | Suiza   |
| My Mother, My Daughter                         | My Mother, My Daughter                         | Nadia Werba                          | Italia  |
| Sirenen-Eiland                                 | Sirenen-Eiland                                 | Isa Hesse-Rabinovitch                | Italia  |
| Tou Ze                                         | Tou Ze                                         | Yunwei Ying                          | China   |

## Retrospectivas
En esta edición, se proyectó una retrospectiva de homenaje a Howard Hawks y a Mario Camerini.

## Premios

### Premios oficiales[8]
- León de Oro: Las hermanas alemanas de Margarethe von Trotta
- León de Plata - Gran Premio del Jurado:
  - Sueños dorados de Nanni Moretti
  - Mención Honorable - Kudrat de Rajesh Khanna
  - Los que no usan corbata (Ellos no usan smoking) de Leon Hirszman
- León de Plata a la mejor ópera prima: ¿Te acuerdas de Dolly Bell? de Emir Kusturica
- Premio New Cinema: Las hermanas alemanas de Margarethe von Trotta

### Premios paralelos
- Premio FIPRESCI:[9]
  - Las hermanas alemanas de Margarethe von Trotta
  - Los que no usan corbata (Ellos no usan smoking) de Leon Hirszman
  - ¿Te acuerdas de Dolly Bell? de Emir Kusturica
- Premio OCIC 
  - Las hermanas alemanas de Margarethe von Trotta
  - Mención Honorable - De un país lejano de Krzysztof Zanussi y ¿Te acuerdas de Dolly Bell? de Emir Kusturica
- Premio UNICEF 
  - Piso pisello de Peter Del Monte
- Premio Pasinetti 
  - Mejor película - El príncipe de la ciudad de Sidney Lumet
  - Mejor actor - Robert Duvall por Confesiones verdaderas
  - Major actriz - Lil Terselius por Forfølgelsen
- Premio Pietro Bianchi: Eduardo De Filippo
- Premio AGIS:
  - Las hermanas alemanas de Margarethe von Trotta
  - Los que no usan corbata (Ellos no usan smoking) de Leon Hirszman
  - ¿Te acuerdas de Dolly Bell? de Emir Kusturica
- Golden Phoenix
  - Mejor Actor - Robert Duvall y Robert De Niro por Confesiones verdaderas
  - Mejor actriz - Barbara Sukowa y Jutta Lampe de Las hermanas alemanas
- Premio Aitallia: 
  - Mejor Actor - Anjan Dutt por  Chaalchitra y Rodolfo Bigotti por Bosco d'amore
  - Mejor actriz - Marina Suma por Las oportunidades de Rosa y Patti Hansen por Todos rieron